# Colletotrichum fructi
Colletotrichum fructi är en svampart som först beskrevs av F. Stevens & J.G. Hall, och fick sitt nu gällande namn av Pier Andrea Saccardo 1913. Colletotrichum fructi ingår i släktet Colletotrichum och familjen Glomerellaceae.   Inga underarter finns listade i Catalogue of Life.